# Centre national de télé-enseignement de Madagascar
 (octobre 2014).
Si vous disposez d'ouvrages ou d'articles de référence ou si vous connaissez des sites web de qualité traitant du thème abordé ici, merci de compléter l'article en donnant les références utiles à sa vérifiabilité et en les liant à la section « Notes et références ».

## Présentation
Le Centre National de Télé-enseignement de Madagascar (CNTEMAD) a été créée par le décret no 92-953 du 04 novembre 1992. Créé pour désengorger les universités face à la limitation des infrastructures universitaires, le CNTEMAD fait partie intégrante de l'enseignement supérieur à Madagascar. Le centre accueille aussi bien des bacheliers que des professionnels en quête de nouvelles qualifications,,. Le CNTEMAD couvre tout le territoire national avec 34 centres régionaux,. D'après Oumar Kane, le CNTEMAD serait le pionnier en Afrique de l'enseignement entièrement à distance. Le CNTEMAD est régi sous l’administration d’un conseil composé par des représentants : ministériels (MESupReS, MinFoP), de la fédération des chambres du commerce malgache et de l’Enseignement Supérieur malgache (présidents et doyens de facultés). Son système d’administration se base sur les politiques managériales d’un Directeur National, assisté par cinq sous-directeurs.
Outre le fait de dispenser des formations universitaires habilitées aux marginalisés de l’université publique (marginalisés pour fautes de moyens et d’infrastructures), le CNTEMAD a œuvré pour la promotion de l’enseignement supérieur malgache, à travers le télé-enseignement, auquel il fut le pionnier. Par le biais de cette pratique, le CNTEMAD a définitivement ôté la notion d’éloignement géographique aux contraintes majeures des étudiants ; qu’il a été constaté, par conséquent, un fort accroissement du taux de fréquentation, à l’enseignement supérieur, des bacheliers. Un fait qui aurait généré une émergence surprenante de nouvelles générations d’intellectuels et de  professionnels à Madagascar.

## Organisation
Les cours polycopies constituent les supports principaux du CNTEMAD. Pour compléter le dispositif, l'établissement propose à ses étudiants :
- des devoirs de synthèse avec des corrigés-types qui tiennent lieu d’activité d'apprentissage
- des regroupements en salle organisés au siège et dans les centres régionaux
- des exercices supplémentaires
- des travaux pratiques relatifs à l'usage des TIC

Les travaux de groupes sont encouragés,. Par ailleurs, le CNTEMAD propose des ressources pédagogiques audiovisuelles en cas de demande spécifique dans ce sens. Les examens se déroulent deux fois par an.

## Formations
Les formations qui y sont dispensées se distinguent en deux domaines : les Sciences de l’Ingénieur et les Sciences de la Société.
Le domaine des Sciences de l’Ingénieur est étalé en quatre mentions : l’Informatique, le Génie Industriel, la Télécommunication et les Techniques de l’Art Graphiques.
Le second domaine est, quant à lui, étalé en : Droit, Economie, Commerce et  Communication. Toutes ces mentions comprendront par la suite des ensembles de parcours, constitués par des groupes d’unité d’enseignement.